# Warenford
Warenford – przysiółek w Anglii, w Northumberland, w dystrykcie (unitary authority) Northumberland, w civil parish Adderstone with Lucker. Leży 15.5 km od miasta Alnwick, 65.1 km od miasta Newcastle upon Tyne i 463.1 km od Londynu. W 1951 roku civil parish liczyła 20 mieszkańców.